# روابط سوئیس و لسوتو
روابط سوئیس و لسوتو به روابط دو جانبه میان سوئیس و لسوتو اشاره دارد. این دو کشور از زمان برقراری روابط دیپلماتیک همواره روابطی محترمانه و همکاری‌های محدودی داشته‌اند.

## تاریخچه
بین پادشاهی لسوتو و کنفدراسیون سوئیس روابط دیپلماتیک رسمی برقرار است. این روابط به‌طور کلی محدود و متعادل ارزیابی می‌شوند، با این حال همکاری‌هایی میان دو کشور در قالب نهادهای منطقه‌ای و بین‌المللی وجود دارد. لسوتو در برخی از متون تبلیغاتی خود برای جذب گردشگران، به خود لقب «سوئیس آفریقای جنوبی» داده است و به همین دلیل، سوئیس از وجهه مثبتی در میان مردم لسوتو برخوردار است.
نخستین تماس‌ها و ارتباطات میان لسوتو و سوئیس زمانی آغاز شد که مبلغان پروتستان سوئیسی در سال ۱۸۵۹ در منطقه موریا (لسوتو) مستقر شدند. این گروه به رهبری اوژن کزالیس (Eugène Casalis) فعالیت می‌کردند؛ او همچنین مشاور پادشاه موشوشو یکم، بنیان‌گذار پادشاهی لسوتو بود.
مجمع فدرال سوئیس در تاریخ ۴ اکتبر ۱۹۶۶ استقلال لسوتو را به رسمیت شناخت و در سال ۱۹۶۷ روابط دیپلماتیک خود را با این کشور آغاز کرد. از آن زمان تاکنون، همکاری‌هایی میان دو کشور به‌ویژه در زمینه‌هایی همچون امنیت غذایی و مبارزه با ویروس ایدز که در لسوتو شیوع بالایی دارد، برقرار بوده است.
دیدارهای رسمی سطح بالا میان سوئیس و لسوتو به‌ندرت انجام شده‌اند. در سال ۲۰۰۹ یک هیئت رسمی از لسوتو به سوئیس سفر کرد. سفیر سوئیس در پرتوریا (آفریقای جنوبی) به صورت هم‌زمان در لسوتو نیز آکرودیته شده است، در حالی‌که سفیر لسوتو در ژنو نیز علاوه بر نمایندگی در سازمان‌های بین‌المللی، نماینده این کشور در سوئیس نیز محسوب می‌شود، هرچند این نمایندگی در سطح کنسولی اداره می‌شود.
بر پایه آمار اداره فدرال آمار سوئیس، تا پایان سال ۲۰۱۵، سیزده شهروند سوئیسی در لسوتو زندگی می‌کردند.

## نمایندگی‌های دیپلماتیک
لسوتو در سوئیس دارای سفارت نیست، اما در سطح کنسولی در این کشور نمایندگی دارد. لسوتو یک کنسولگری رسمی در شهر ژنو اداره می‌کند.
سوئیس نیز در لسوتو هیچ نمایندگی رسمی، نه در سطح سفارت و نه در سطح کنسولگری، ندارد. مسئولیت روابط دیپلماتیک با لسوتو بر عهده سفارت سوئیس در پرتوریا، پایتخت آفریقای جنوبی است.